# 山下梅鶴
山下 梅鶴（やました ばいかく）は幕末の広島藩士。代官主席、宮島奉行。

## 経歴
文化2年閏8月27日（1805年10月19日）、安芸国広島城下鉄砲町（現：広島市中区基町）に笹村正彦の次男として生まれた。父は後に旧姓山下に復した。
藩校学問所（現：修道中学校・高等学校）に学問を学び、奥氏に自由斎流砲術を学んだ。ゲベール銃に触れて西洋技術の優位性を認め、嘉永2年（1849年）種痘が伝来すると、いち早く11月子供に藩医三宅養春から種痘を受けさせるなど、進取的な思想を持った。また、大藤一泉に二条派和歌を学んだ。
天保11年（1840年）4月18日父が致仕し、7月1日跡目相続して馬廻となり、天保12年（1841年）7月4日大小姓に進んだ。
天保15年（1844年）3月12日参勤交代に伴い江戸へ発ち、弘化2年（1845年）5月帰藩した。
弘化4年（1847年）7月27日代官となり、当初備後国御調郡甲奴郡支配、次いで三次郡恵蘇郡支配、安芸国高田郡高宮郡支配、佐伯郡山県郡支配を歴任した。
嘉永5年（1852年）閏2月17日代官筆頭となり、安芸国賀茂郡支配、安政4年（1857年）閏5月19日備後国奴可郡三上郡支配、安政6年（1859年）7月24日代官主席、郡廻格となり、安芸国沼田郡安芸郡支配。
文久3年（1863年）5月7日宮島奉行となり、30日塔岡の奉行所に着任、大鳥居の改築等を行った。
慶応3年（1867年）6月24日郡廻、勘定奉行格となり、7月広島に戻った。宮島御用向も兼帯し、12月解任された。
明治2年（1869年）版籍奉還により知藩事配下となり、8月24日内務長に就任したが、11月6日人員削減により罷免され、明治3年（1870年）2月11日二男磐次郎に家督を譲った。明治5年（1872年）7月2日戸籍名を梅鶴とした。
明治8年（1875年）7月16日午後3時死去し、18日大手町六丁目明信院に葬られた。

## 著書
- 『梅鶴閑話』
- 『梅鶴閑話拾遺』
- 『梅鶴閑話続拾遺』
- 『梅鶴閑話続々拾遺』
- 『碌々雑話』
- 『公余雑記』
- 『蟭螟集』
- 『蟭螟雑記』

## 親族
- 父：山下愛蔵正彦[1] - 平野家三男[2]
- 母：愛子 - 三田村左門貞清女[1]
- 異母兄：笹村栄之進正時 - 文化7年（1810年）11月2日没[1]。
- 妹[2]
- 妻：勇子 - 千田千太郎氏之女、文政12年（1829年）3月婚[1]
- 長女：万代 - 夭折[1]
- 二女：寿 - 夭折[1]
- 三女：喜代[1]
- 長男：亀太郎 - 夭折[1]
- 次男：磐次郎、迪徳、豊穂[1]
- 三男：猪三郎 - 20で没[1]
- 四男：兵之助 - 夭折[1]
- 五男：小鷹狩元凱[1]
- 六男、養子：保吉 - 豊穂男[1]。